# ARM Cortex-A57
ARM Cortex-A57은 ARM 홀딩스가 설계한 ARMv8-A 64비트 명령어 집합을 구현하는 중앙 처리 장치이다. Cortex-A57은 비순차적 슈퍼스칼라 파이프라인이다. 라이선스 사용자에게 반도체 IP 코어로 제공되며, 다른 SIP 코어(예: GPU, 디스플레이 컨트롤러, DSP, 이미지 프로세서 등)와 통합하여 하나의 다이에 시스템 온 칩(SoC)을 구성하는 데 적합하게 설계되었다.

## 개요
- 깊은 비순차적, 투기적 발행 3-way 슈퍼스칼라 실행 파이프라인을 가진 파이프라인 프로세서
- DSP 및 NEON SIMD 확장 기능은 코어별로 필수
- VFPv4 부동소수점 장치 온보드 (코어별)
- 하드웨어 가상화 지원
- Thumb-2 명령어 세트 인코딩은 성능에 거의 영향을 주지 않으면서 32비트 프로그램의 크기를 줄인다.
- TrustZone 보안 확장 기능
- 명령어 실행을 방해하지 않고 추적하는 프로그램 추적 매크로셀 및 코어사이트 디자인 키트
- 코어당 32 KiB 데이터 (2-way 세트 연결) + 48 KiB 명령어 (3-way 세트 연결) L1 캐시
- 통합된 저지연 레벨 2 (16-way 세트 연결) 캐시 컨트롤러, 클러스터당 512 KB, 1 MB, 또는 2 MB 구성 가능 크기
- 4 KiB, 64 KiB, 1 MB 페이지 크기를 기본 지원하는 48-엔트리 완전 연결 L1 명령어 변환 색인 버퍼(TLB)
  - 1024-엔트리 L2 TLB의 4-way 세트 연결
- 빠른 타겟 생성을 위한 분기 타겟 버퍼(BTB)가 있는 2단계 동적 예측기
- 정적 분기 예측기
- 간접 예측기
- 반환 스택

## 칩
2014년 1월, AMD는 옵테론 A1100을 발표했다. 서버용으로 고안된 A1100은 4개 또는 8개의 Cortex-A57 코어, 최대 128 GiB의 DDR3 또는 DDR4 RAM 지원, 8레인 PCIe 컨트롤러, 8개의 SATA (6 Gbit/s) 포트, 그리고 2개의 10기가비트 이더넷 포트를 갖추고 있다. A1100 시리즈는 2016년 1월에 4코어 및 8코어 버전으로 출시되었다.
퀄컴의 첫 제품으로 2014년 4분기에 샘플링이 가능했던 것은 스냅드래곤 810이었다. 이는 big.LITTLE 구성으로 4개의 Cortex-A57 코어와 4개의 Cortex-A53 코어를 포함한다.
삼성 역시 Cortex-A57 기반 SoC을 제공하며, 그 중 첫 번째는 2014년 4분기부터 샘플링이 가능했던 엑시노스 옥타 5433이었다.
2015년 3월, 엔비디아는 최대 2 GHz로 작동하는 4개의 A57 코어를 가진 테그라 X1 SoC를 출시했다.

## 같이 보기
- ARM Cortex-A15, 이전 모델
- ARM Cortex-A72, 후속 모델
- ARMv8-A 코어 비교, ARMv8 계열
- ARMv7-A 코어 비교, ARMv7 계열